# آآهارتوگی
آآهارتوگی (نام علمی: Aa hartwegii) نام یک گونه از سرده آآ است.